# Hearts of Oak (New York)
Pour les articles homonymes, voir Hearts of Oak.
Les Hearts of Oak de New York sont une milice volontaire basée dans la province coloniale britannique de New York et formée vers 1775 à New York. 
Le nom original est adopté en émulation de la République corse, dirigée par Pasquale Paoli, qui a été supprimée six ans auparavant et qui a suscité une sympathie considérable en Grande-Bretagne et dans ses colonies.

## Histoire
Les membres de la milice sont principalement des étudiants du King's College (qui deviendra l'Université de Columbia), dont Nicholas Fish, Robert Troup et Alexander Hamilton. Ils s'entraînent dans le cimetière de la chapelle Saint-Paul à proximité avant les cours dans des uniformes qu'ils ont eux-mêmes conçus, composés de vestes courtes vertes et ajustées, d'un chapeau rond en cuir avec une cocarde et de l'expression « Liberty or Death » (« Liberté ou Mort »), et d'un insigne de cœurs en étain rouge sur leurs vestes avec les mots « God and Our Right » (« Dieu et notre droit »), qui est la devise Dieu et mon droit traduite en anglais et adaptée pour rendre son pronom possessif pluriel.
En août 1775, les Hearts of Oak participent à un raid réussi, sous le feu du HMS Asia, pour s'emparer des canons de The Battery, devenant ainsi une unité d'artillerie.
En 1776, Hamilton reçoit une commission de capitaine par le New York Provincial Congress (en) révolutionnaire avec pour instructions de créer la New York Provincial Company of Artillery (en), qui deviendra ensuite le 5th Field Artillery Regiment (en) de l'armée américaine, et avec pour mission de protéger l'île de Manhattan. Les Cœurs de Chêne en formaient le noyau.
En 2015, un groupe de supporters d'une équipe de la Major League Soccer, le New York City FC, prend le nom de Hearts of Oak en hommage à Alexander Hamilton et à ses défenseurs de la ville de New York.